# The Fraidy Cat
The Fraidy Cat è un film del 1924, diretto da James Parrott con Charley Chase.
Il film uscì il 30 marzo 1924

## Trama
Jimmy Jump è un codardo. Ha paura di tutto e di tutti. I bambini del vicinato lo terrorizanno benché sia abbastanza vecchio per essere il loro padre. È terrificato da Lem Tucker, suo rivale in amore che cerca di portargli via Dorothy. Solo quando crede erroneamente di essere prossimo alla morte Jimmy trova il coraggio. Ma durerà?